# Albert-Einstein-Statue (Washington, D.C.)
Die Albert-Einstein-Statue ist eine überlebensgroße Bronzefigur des in Deutschland geborenen theoretischen Physikers Albert Einstein (1879–1955) auf dem Gelände der National Academy of Sciences in Washington, D.C. in den Vereinigten Staaten.

## Beschreibung
Die Figur wurde von dem amerikanischen Bildhauer Robert Berks angefertigt. Sie wurde auf dem jährlichen Treffen der National Academy of Sciences am 22. April 1979 zu Ehren des hundertsten Geburtstags von Albert Einstein enthüllt. Einstein ist auf den Stufen eines aus weißem Granit hergestellten, gebogenen, bankartigen Podium sitzend dargestellt. Das Gewicht der Bronzestatue beträgt etwa 4 Tonnen, die Höhe ca. 3,7 Meter. Die Haltung und Kleidung des Wissenschaftlers sind leger, der Gesichtsausdruck leicht nachdenklich. An den Füßen trägt er Sandalen. In der linken Hand hält er ein Schriftstück mit mathematischen Gleichungen, die drei seiner wichtigsten wissenschaftlichen Beiträge zusammenfassen: Details zur Allgemeinen Relativitätstheorie mit den Einsteinschen Feldgleichungen zum Photoelektrischen Effekt und zur Äquivalenz von Masse und Energie.
- {\displaystyle R_{\mu \nu }-{1 \over 2}g_{\mu \nu }R=\kappa T_{\mu \nu }}(Einsteinsche Feldgleichungen)
- {\displaystyle eV=h\nu -A\,}(Bezug zum Photoelektrischer Effekt)
- {\displaystyle E=mc^{2}\,}(Äquivalenz von Masse und Energie)

## Kritik
Von einigen Betrachtern wurde kritisiert, dass die Statue zu monströs, schlecht konfiguriert und grob ausgefallen ist, auch war sie ungewöhnlich teuer. Sie kostete 1,66 Millionen US-Dollar, von denen mehr als eine Million US-Dollar der Bildhauer und sein Team erhielten.

## Reprisen
Es existieren zwei Reprisen der Albert-Einstein-Statue, die sich auf den Geländen des Georgia Institute of Technology in Atlanta sowie der Israelischen Akademie der Wissenschaften in Jerusalem befinden.

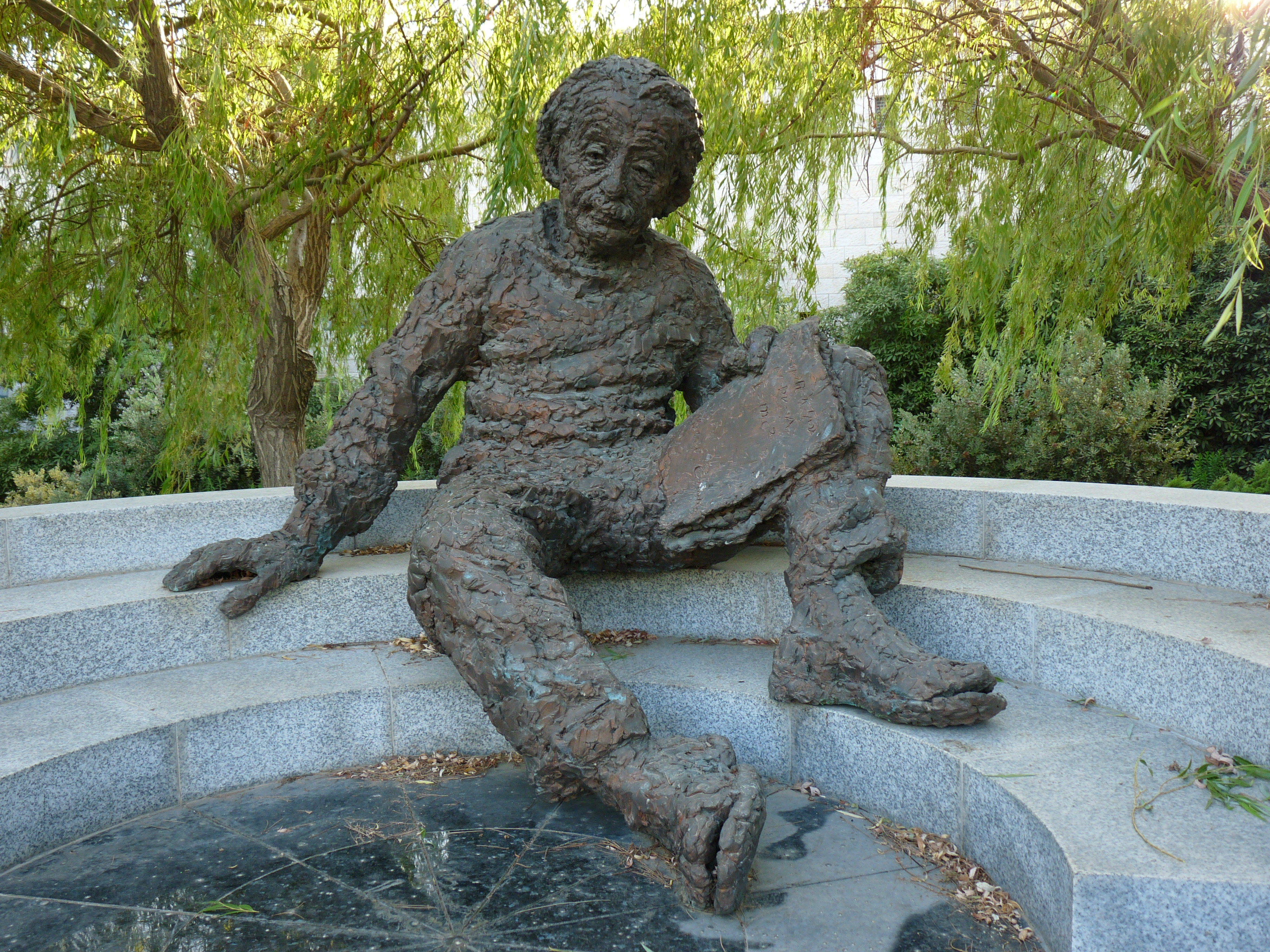
Jerusalem

## Vergleich mit weiteren Albert-Einstein-Statuen
Zwar gibt es einige Skulpturen, die Einstein stehend zeigen, er wurde hingegen in den meisten Fällen sitzend in Lebensgröße dargestellt. In einigen Ausführungen hält er (wie in Washington, D.C.) ein Schriftstück in den Händen. Bezüglich der Kleidung gibt es Versionen, in denen er leger einen Pullover trägt, oder er ist einen Anzug tragend dargestellt. Die folgenden Bilder vergleichen einige Statuen, wie sie in mehreren Städten weltweit aufgestellt sind.

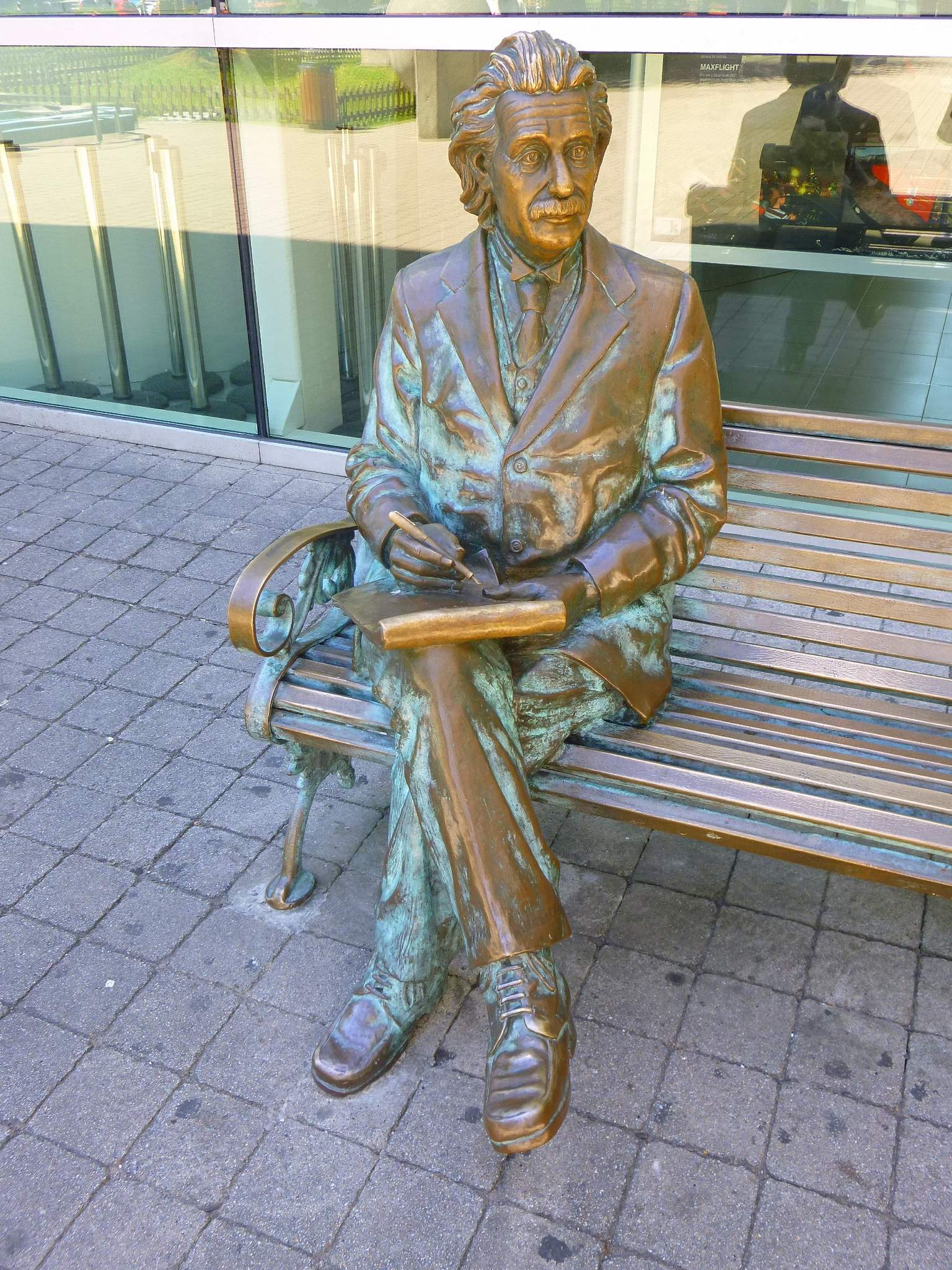
San Sebastian
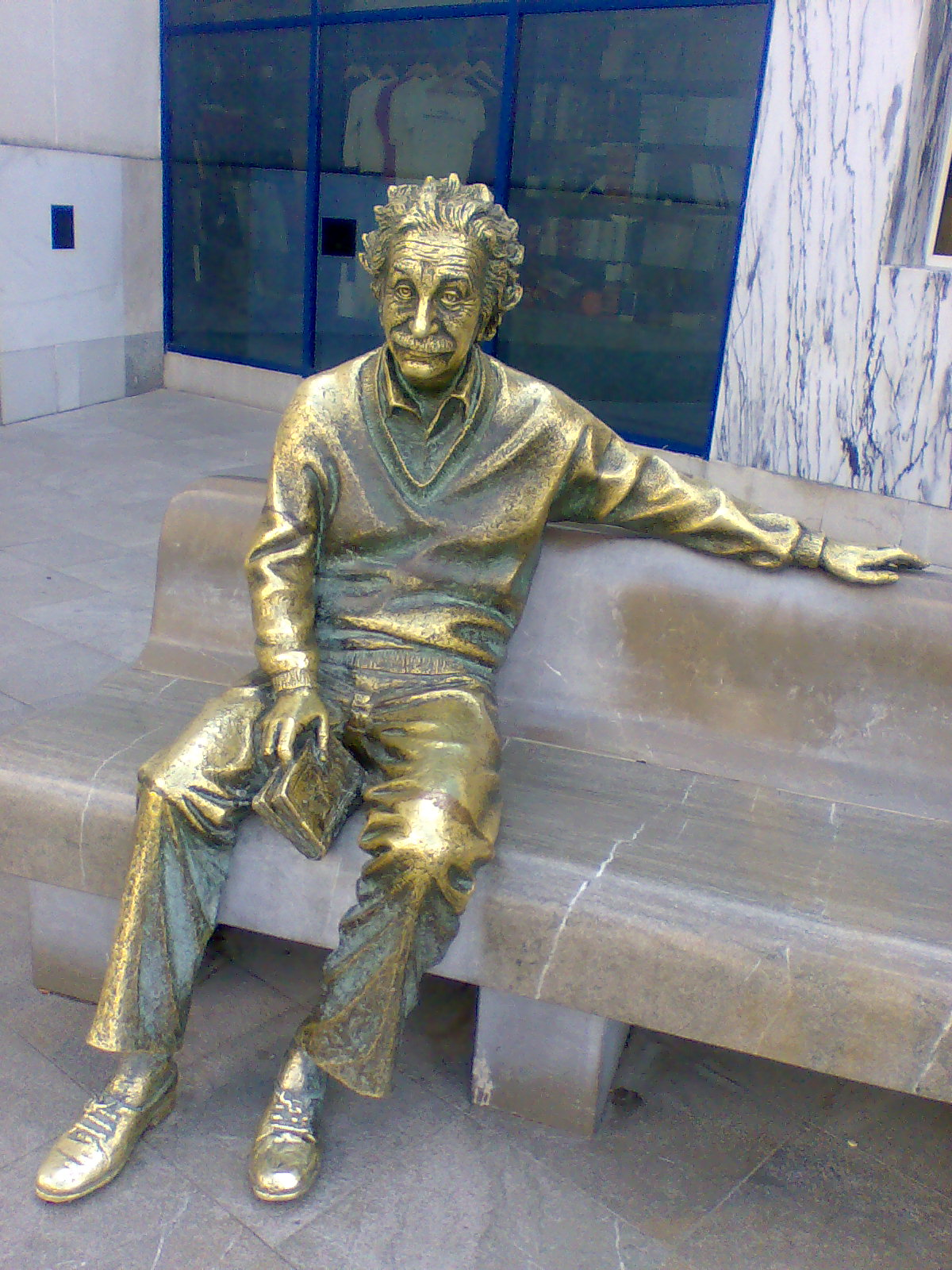
Granada
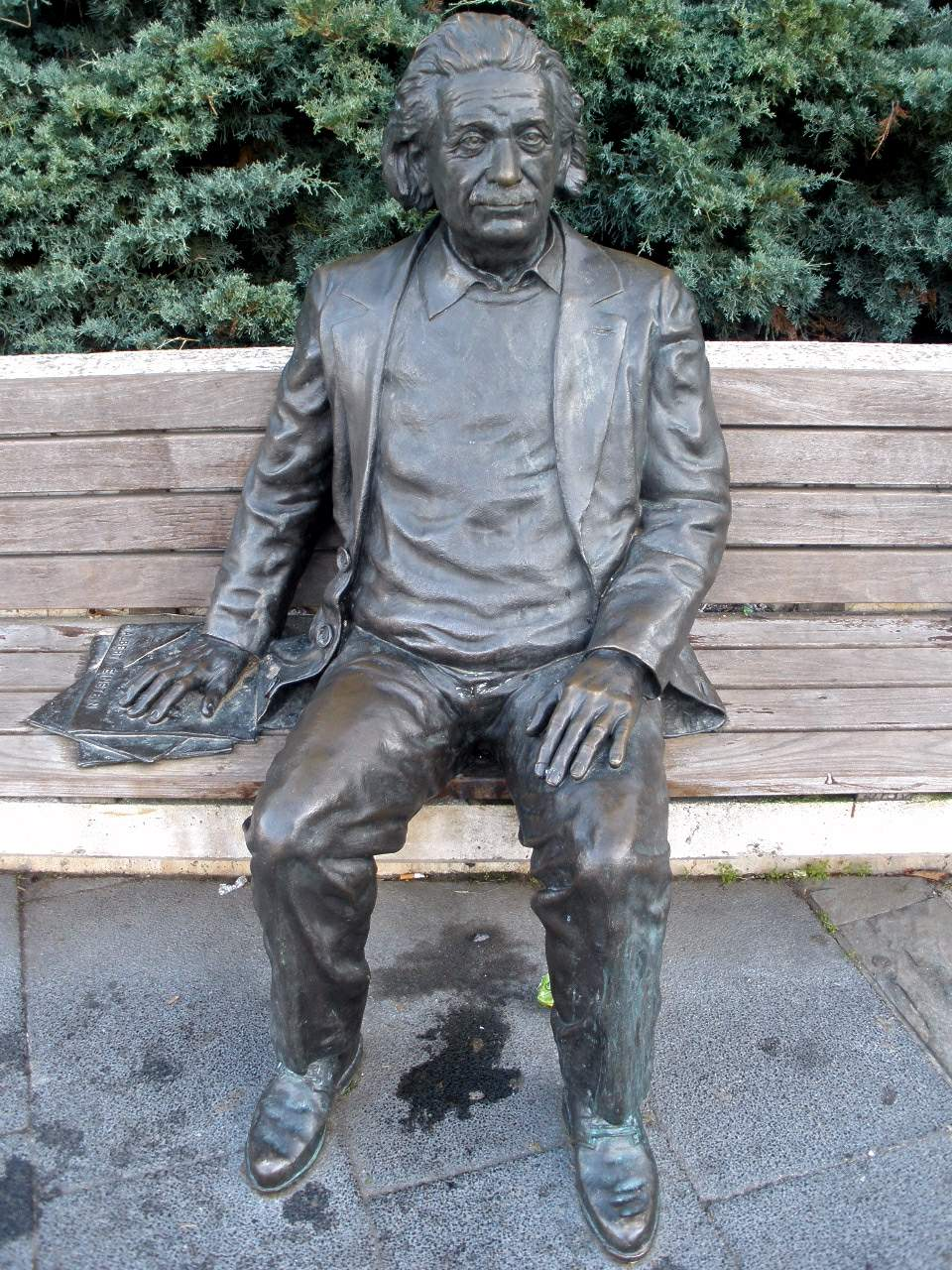
Valladolid
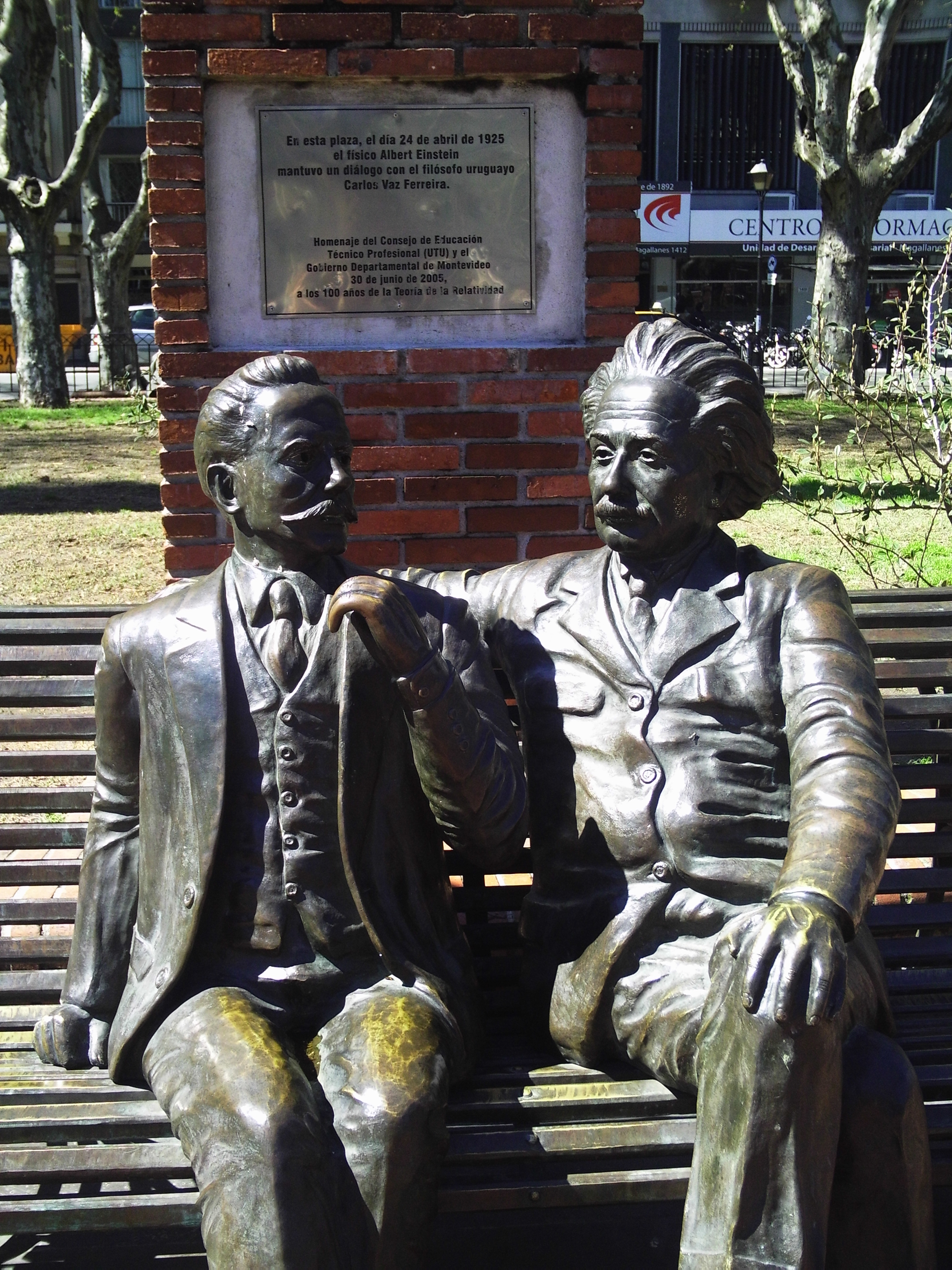
Montevideo mit Carlos Vaz Ferreira
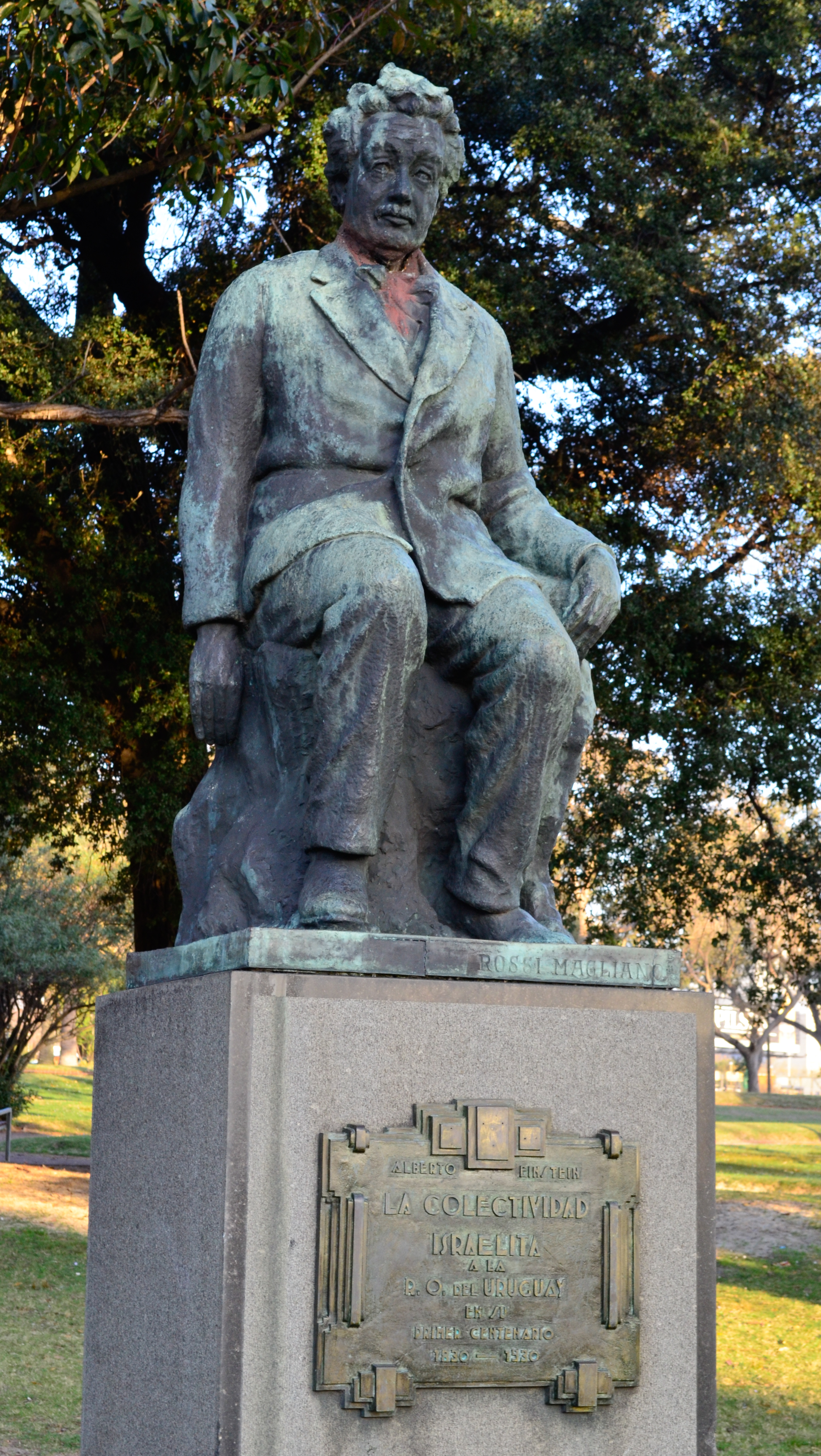
Montevideo
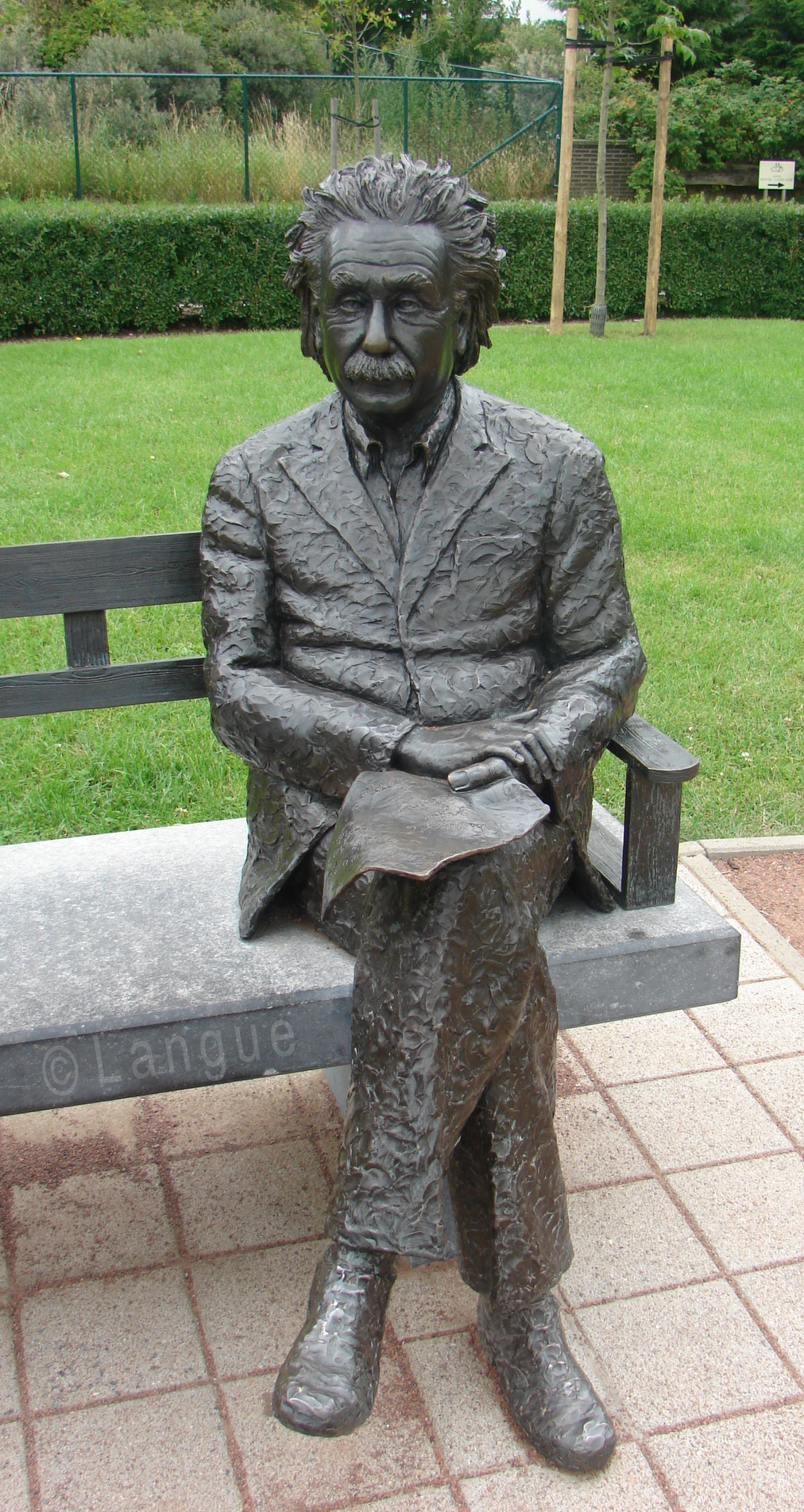
Den Haag
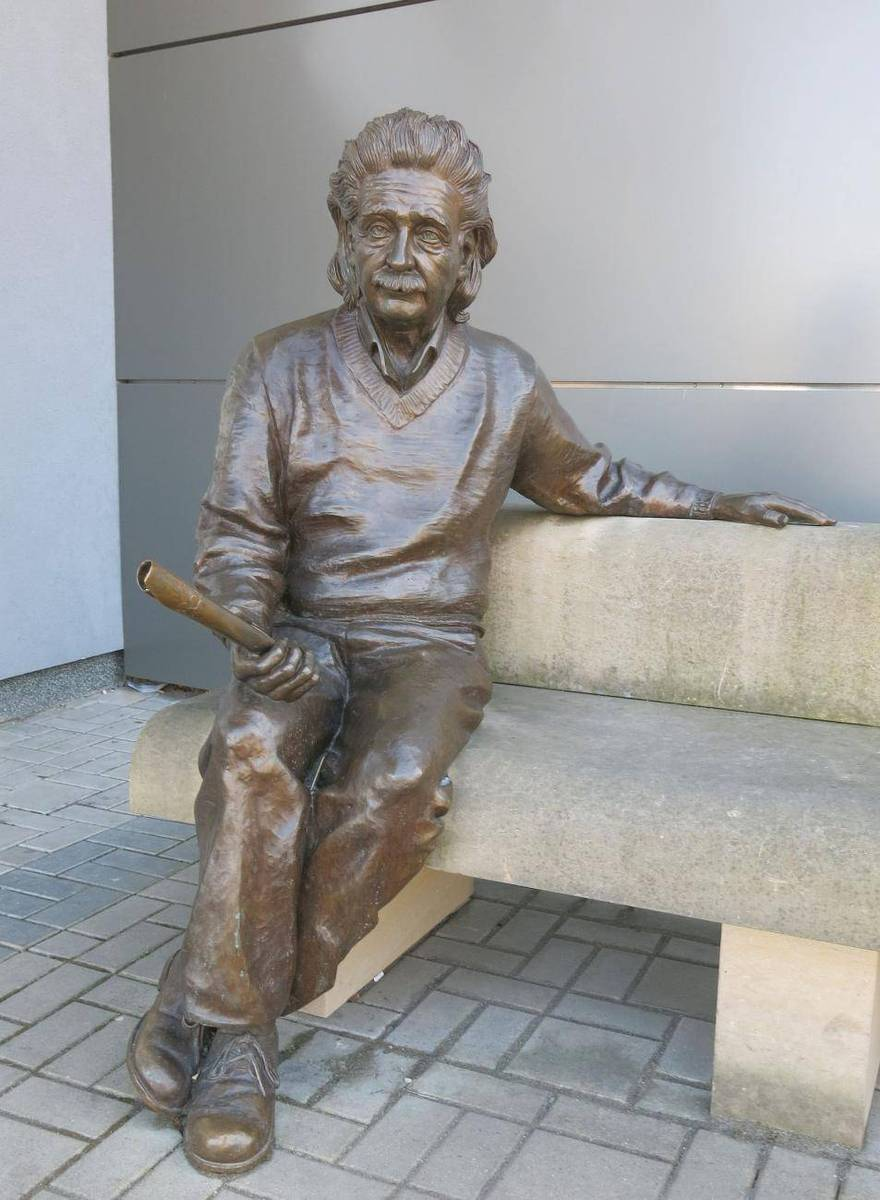
Liberec
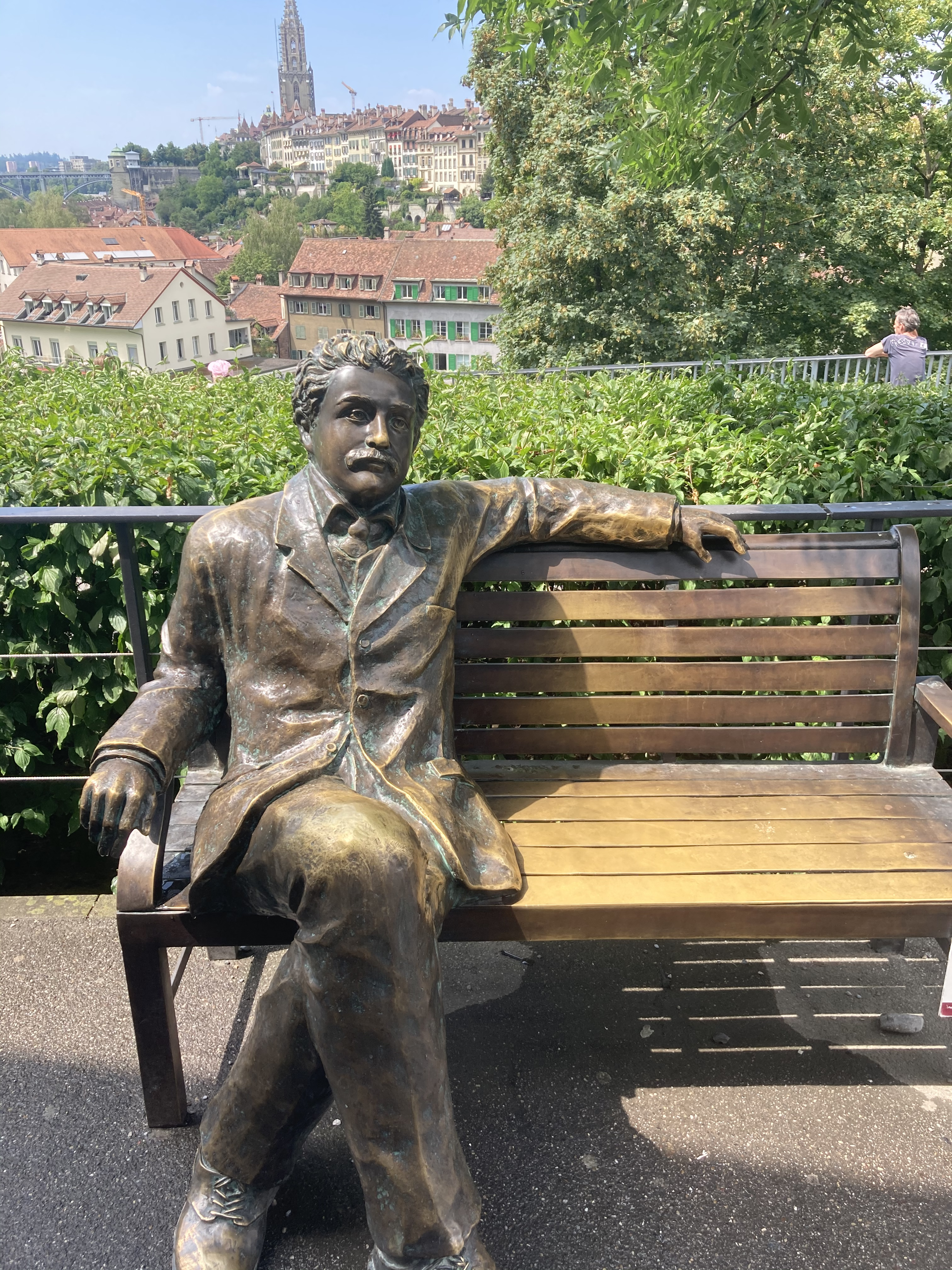
Bern
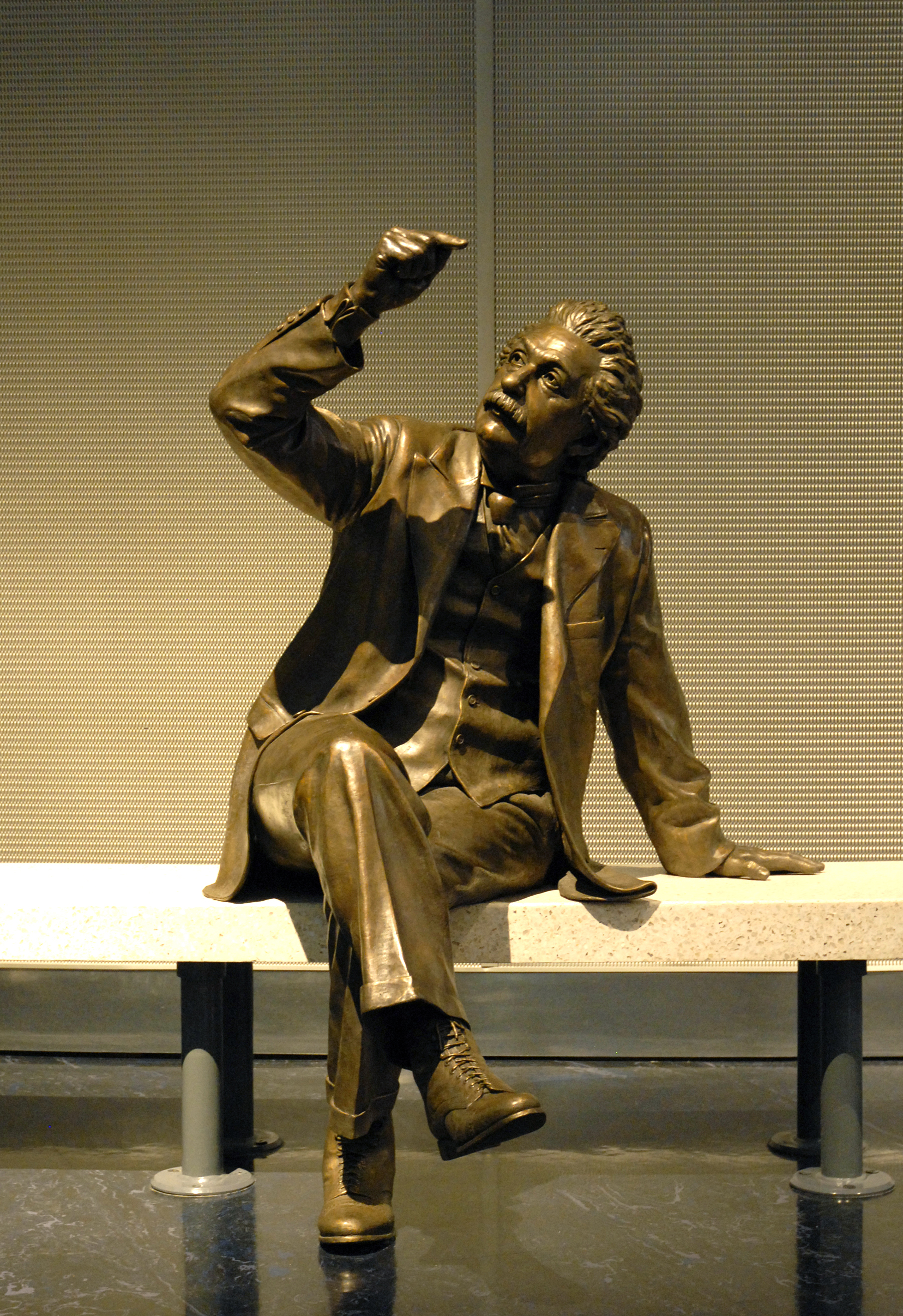
Los Angeles